# Stenopus chrysexanthus
Stenopus chrysexanthus is een tienpotigensoort uit de familie van de Stenopodidae. De wetenschappelijke naam van de soort is voor het eerst geldig gepubliceerd in 1992 door Goy.